# GasPedaal.nl

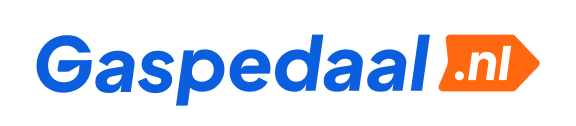
Logo Gaspedaal.nl

Gaspedaal.nl is een Nederlandse autozoekmachine en autovergelijker waar het aanbod (tweedehands) auto's van meerdere autosites wordt ontdubbeld en getoond in een totaaloverzicht. Naast de mogelijkheid om te zoeken naar auto's, biedt de website ook de mogelijkheid deze te vergelijken.

## Activiteiten
Gaspedaal.nl is een meta-zoekmachine. De website gebruikt meerdere zoekmachines en/of directory's als basis en combineert de zoekresultaten. Vervolgens toont ze de resultaten in een overzicht. Eind mei 2017 lanceerde Gaspedaal.nl een app voor iOS en een maand later voor Android.

## Geschiedenis
In februari 2007 is Gaspedaal.nl opgericht door Innoweb BV. Het was de eerste auto-zoekmachine die het complete occasion aanbod uit Nederland vertoonde. Gaspedaal.nl was op dat moment in handen van Jan-Willem Tusveld en Rudy Kappert. In 2011 nam Telegraaf Media Groep Gaspedaal.nl en Huizenzoeker.nl over. In juni 2019 ging Gaspedaal.nl samen met AutoTrack in de joint venture Automotive MediaVentions (AMV), een joint venture van Telegraaf Media Groep (49%) en DPG media (51%). Sinds oktober 2019 is AMV ook eigenaar van de occasionsite AutoWereld.

## Rechtszaak
In 2007 spande de toenmalige eigenaar Wegener van AutoTrack een rechtszaak aan tegen Innoweb B.V. De rechter oordeelde dat het scrapen van AutoTrack-sites (sinds 2013 onderdeel van de Persgroep) door Gaspedaal.nl verboden was omdat dit een inbreuk zou zijn op de database van AutoTrack. Omdat Gaspedaal.nl de werking van de zoekmachine al vóór de uitspraak van de rechtbank van Den Haag in 2014 had aangepast waren er geen verdere wijzigingen noodzakelijk.